# Кук, Томас, 2-й граф Лестер
Томас Уильям Кук, 2-й граф Лестер  (англ. Thomas William Coke, 2th Earl of Leicester; 26 декабря 1822 — 24 января 1909) — британский пэр. Он носил титул учтивости — виконт Кук с 1837 по 1842 год.

## Предыстория

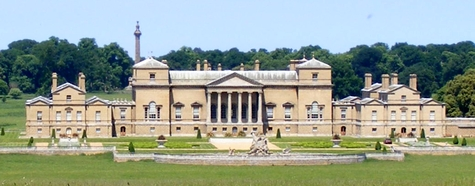
Холкем-холл, семейная резиденция графов Лестер.

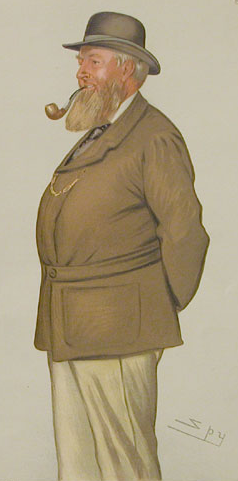
Томас Кук, 2-й граф Лестер, Лесли Уорд, 1883 год

Родился 26 декабря 1822 года в Холкем-холле, графство Норфолк. Старший сын Томаса Кока, 1-го графа Лестера (1754—1842), от его второй жены леди Энн Амелии Каппель (1803—1844). Он унаследовал графство и Холкем-холл после смерти своего отца в 1842 году.

## Общественная жизнь
Лорд Лестер занимал должность лорда-лейтенанта Норфолка с 1846 по 1906 год, был членом Совета герцогства Корнуолл и хранителем Тайной печати. В 1873 году он был удостоен звания кавалера Ордена Подвязки.

## Семья
Лорд Лестер был дважды женат. 20 апреля 1843 года он женился первым браком на Джулиане Уитбред (3 июня 1825 — 21 апреля 1870), дочери Сэмюэля Чарльза Уитбреда (1796—1879) и достопочтенной Джулии Тревор (ум. 1858). У них было девять детей:
- Леди Джулия Кук (4 декабря 1844 — 7 августа 1931), в 1864 году вышла замуж за Мервина Вингфилда, 7-го виконта Пауэрскорта. У них пятеро детей. Через своего старшего сына Мервина Вингфилда, 8-го виконта Пауэрскорта, они являются прапрадедом и прадедом по материнской линии Сары, герцогини Йоркской, чья дочь принцесса Евгения Йоркская является женой Джека Бруксбанка.
- Леди Энн Кук (1845 — 23 января 1876), в 1874 году вышла замуж за генерал-майора Эдмунд Мэннингем-Буллер (сын сэра Эдварда Мэннингема-Буллера, 1-го баронета). У них двое детей.
- Леди Гертруда Кук (1847 — 28 ноября 1943), в 1866 году она вышла замуж за Чарльза Мюррея, 7-го графа Данмора. У них шестеро детей.
- Томас Уильям Кук, 3-й граф Лестер (20 июля 1848 — 19 ноября 1941), в 1879 году женился на достопочтенной Элис Уайт. У них пятеро детей. Их старшая дочь Александра — мать Ангуса Огилви, мужа принцессы Александры.
- Леди Мэри Кук (1849 — 28 декабря 1929), в 1879 году вышла замуж за Уильяма Легга, 6-го графа Дартмута. У них пятеро детей.
- Леди Уинифред Кук (1851 — 22 марта 1940), в 1873 году она вышла замуж за Роберта Клементса, 4-го графа Литрима[англ.]. У них восемь детей.
- Леди Маргарет Кук (24 апреля 1852 — 2 августа 1922), в 1874 году она вышла замуж за Генри Стратта, 2-го барона Белпера[англ.]. У них восемь детей.
- Леди Милдред Кук (1854 — 12 мая 1941), в 1878 году она вышла замуж за Томаса Энсона, 3-го графа Личфилда. У них шестеро детей.
- Подполковник достопочтенный Венман Кокс (20 ноября 1855 — 30 мая 1931), умер неженатым.

26 августа 1875 года лорд Лестер женился во второй раз на достопочтенной Джорджине Кэролайн Кавендиш (4 февраля 1852 — 26 февраля 1937), дочери Уильяма Кавендиша, 2-го барона Чешема (1815—1882). У них было шестеро детей:
- Майор достопочтенный Ричард Кук (20 августа 1876 — 14 июня 1964), в 1907 году женился на достопочтенной Дорин О’Брайен (племянница достопочтенной Элис Уайт, хотя и её старшая сестра), но в 1927 году они развелись. У них пятеро детей. Он женился в 1932 году во второй раз на Элизабет Вере Кэтрин Элис де Бомонт (дед по материнской линии Томас О’Хаган, 1-й барон О’Хаган[англ.]). У них трое детей.
- Леди Мейбл Кук (1878 — 29 января 1967), в 1929 году вышла замуж за Джеймса Ладдингтона.
- Подполковник достопочтенный Эдвард Кук (17 октября 1879 — 4 сентября 1944), умер неженатым.
- Майор достопочтенный Сэр Джон (Джек) Спенсер Кук (30 сентября 1880 — 23 декабря 1957), в 1907 году женился на достопочтенном. Дороти Лоусон (дочь Гарри Лоусона, 1-го виконта Бернэма). У них было трое детей: Селия, Джеральд и Розмари — позже баронесса Гамильтон из Далзелла[1]. 27 ноября 1951 года сообщалось, что в качестве её конюшего сэр Джек сопровождал королеву Марию во время посещения ежегодной выставки Королевского общества художников-портретистов в галереях Королевского института. Он был назначен кавалером Королевского Викторианского ордена в 1953 году и был джентльменом-ашером при короле Георге VI и экстра-джентльменом-ашером при королеве Елизавете II[2][3][4] . Достопочтенный сэр Джек Кук и достопочтенная Дороти Кук — родители Селии Бруксбанк, урождённой Кук (умерла в 1996 году), бабушки Джека Бруксбанка (мужа принцессы Евгении). В 2018 году были опубликованы фотографии, которые показали, что дочь сэра Джека Кука — Селия Бруксбанк — была гостем в поместье Холл-Барн[англ.], семейной резиденции, где её прадед, Эдвард Леви-Лоусон, 1-й барон Бёрнем[англ.], наслаждался многочисленными стрелковыми вечеринками с королем Эдуардом VII[5][6].
- Капитан достопочтенный Реджинальд Кук (10 ноября 1883 — 30 апреля 1969), в 1924 году женился на Кэтрин Райдер (внучке Генри Райдера, 4-го графа Харроуби[англ.]). У них две дочери.
- Коммандер Достопочтенный Ловел Уильям Кук (19 августа 1893 — 16 марта 1966), умер неженатым. Разница в возрасте Ловела Кука и его старшей сестры Джулии Уингфилд, виконтессы Пауэрскорт, составляла 49 лет.